# Герб Старобільська
Герб Старобільська — офіційний символ міста Старобільськ Луганської області затверджений 13 вересня 2002 року рiшенням сесії міської ради.
Сучасний герб Старобільська майже точно відтворює герб 1804 року, але замість двоголового орла зображено просто червоне поле.

## Опис
Щит перетятий лазуровим і золотим, з червоною главою. У першій частині на зеленій землі золотий перекинутий глечик, з якого виливається лазурова вода. У другій частині на зеленій землі біжить чорний кінь з золотими очима. Над щитом написи "СТАРОБІЛЬСЬК" і "1686".

## Символізм
- Червоний колір — колір боротьби, боротьби українського народу за власну державність.
- Зелений колір символізує природу краю, сільськогосподарську направленість господарства міста.
- Золотий колір — символ багатства, достатку та добробуту жителів міста.
- Перевернутий глек символізує річки та джерела міста.
- Кінь пов'язує сучасний герб міста з історичним.

1686 - рік заснування слободи Більської.

## Історія

### Воронезький герб

Герб Старобільська від 1804 року

Перший герб Старобільська було виготовлено у герольдії та затверджено 19 березня 1804 року:
"У щиті, що має золоте поле, видно до половини чорного двоголового коронованого орла, і чорний кінь, що біжить у правий бік; по середині цього щита горизонтально зазначена червона смуга, на якій знаходиться перекинута срібна урна з витікаючою з нею по землі водою" .
Двоголовий орел — частина герба Російської імперії. У середній червоній частині знаходився елемент герба Вороніжа, до складу його губернії входив Старобільськ у 1802-1824 роках — перевернутий глек, з якого тече вода, що уособлює річку Дон. Чорний кінь з одного боку виступав символом волі і спритності, а з іншого вказував на те, що територія Старобільського повіту за часів Київської Русі входила до складу половецьких земель.

### Слобідський герб

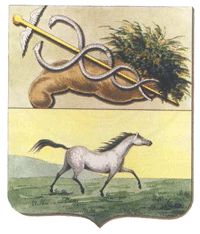
Герб Старобільська від 1824 року

В період від 1824 коли Старобільськ знову увійшов до складу Слобідсько-Української (Харківської) губернії, верхня частина герба від 1804 року з Воронезької була замінена на Харківську.
Кінь також зображався срібний і обернутим ліворуч.

### Проєкт Кене

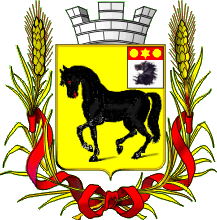
Проєкт Кене 1863 року

1863 року начальником гербового відділу герольдії Бернгардом Кене було розроблено новий герб Старобільська, який не був офіційно затверджений:
На щиті золотого кольору чорний кінь з червоними очима, копитами та язиком. У вільній частині щита герб Харківської губернії, до якої тепер відносилося місто.
Щит був обрамований двома золотими колосками, оповитими Олександрівською стрічкою, та увінчано срібною міською короною у вигляді трьох веж.

### Радянський герб

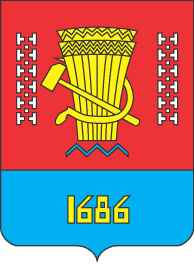
Радянський герб Старобільська 1988 рік

Проєкт герба міста було затверджено 19 жовтня 1988 року рішенням виконавчого комітету Старобільської міської ради. Автором ескізу герба був архітектор В. Леоничев.
Герб мав вигляд щита червоного та синього кольорів. У червоному полі знаходилося зображення снопу пшениці, серпа і молота золотого кольору, які з обох боків супроводжувалися українським народним орнаментом. Під снопом розташовувалася ламана блакитна стрічка, що символізувала річку Айдар, що протікає містом. У синьому полі знаходилась дата «1686», записана золотими цифрами.

## Використання герба
На земських поштових марках Старобільського повіту (1888) також зображувався кінь, що біжить.
Кінь, що крокує також став частину нарукавного знаку 111-ї окремої бригади територіальної оборони (111 ОБрТрО) — кадрованого формування Сил територіальної оборони України у Луганській області.

Голова чорного коня також розмістилася на емблемі Оперативно-тактичного угруповання військ «Старобільськ» Збройних Сил України.

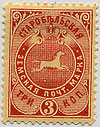
Земська поштова марка
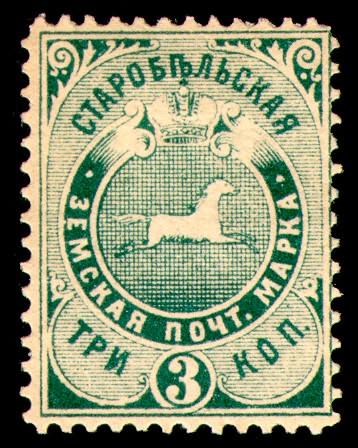
Земська поштова марка
Емблема 111 ОБрТрО
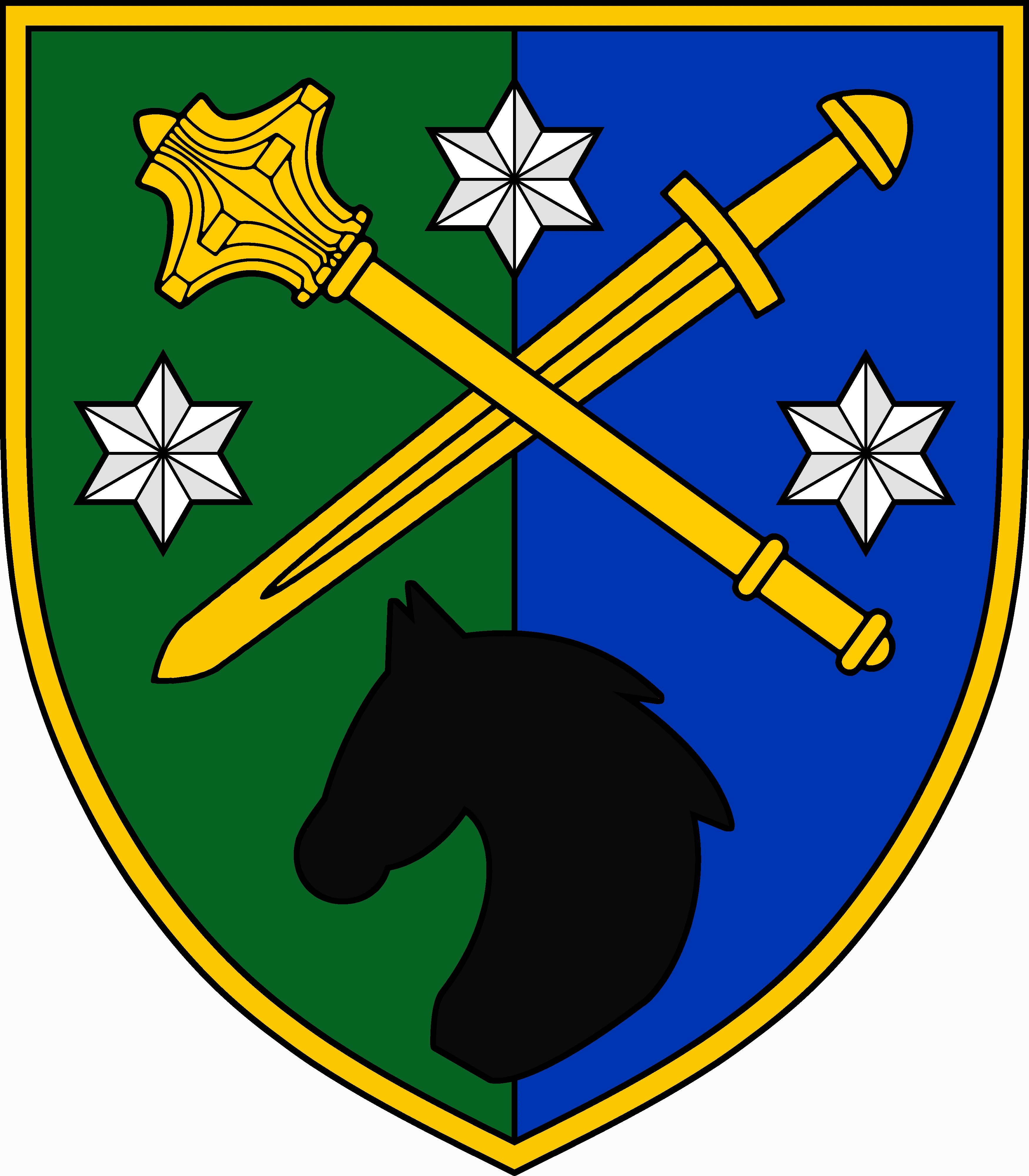
Емблема ОТУВ "Старобільськ"